# Посёлок при 14 шлюзе ББК
Посёлок при 14 шлюзе ББК — населённый пункт, учитывающийся в составе посёлка Сосновец на территории Сосновецкого сельского поселения Беломорского района Республики Карелии России.

## География
Расположен на берегу Маткожненского водохранилища, при впадении реки Нижний Выг на пути Беломорско-Балтийского канала на трассе Северного (Сосновецкого) склона.

### Климат
Находится на территории, относящейся к районам Крайнего Севера.
Зима длится до двухсот дней, лето не более шестидесяти дней. Средняя температура февраля −11,2 °C, июля +15,9 °C

## История
Посёлок вырос для строителей Беломорканала.

## Население
Население посёлка при 14 шлюзе ББК учитывается в общей численности посёлка Сосновец.

## Инфраструктура
Основа экономики — обслуживание водного пути.

## Транспорт
Автомобильный, водный транспорт.